# Fanhui Shi Weixing
Fanhui Shi Weixing (chinesisch 返回式衛星 / 返回式卫星, Pinyin Fǎnhuí Shì Wèixīng, deutsch „Rückkehrsatellit“, kurz FSW, im militärischen Sprachgebrauch Jianbing bzw. „Bahnbrecher“) war eine Serie von Erdbeobachtungs- und Aufklärungssatelliten der Volksrepublik China, die mit einer an Bord befindlichen Filmkamera Aufnahmen der Erdoberfläche machten und nach einer Weile wieder landeten. Der Film wurde entnommen, entwickelt und ausgewertet.

## Geschichte
Im Januar 1965 schlug Qian Xuesen, stellvertretender Leiter des für ballistische Raketen zuständigen Siebten Ministeriums für Maschinenbauindustrie, der Kommission für Wehrtechnik der Volksbefreiungsarmee einen sogenannten „Drei-Satelliten-Plan“ (三星规划) vor:
1. Test- und Propagandasatellit
2. Zur Erde zurückkehrender Satellit
3. Kommunikationssatellit in geostationärer Umlaufbahn

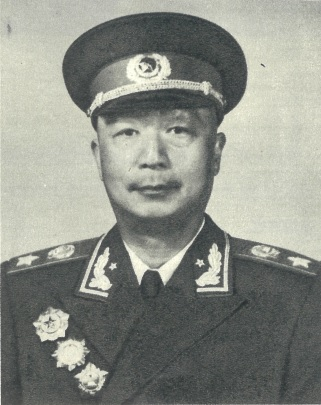
Nie Rongzhen

Nach positivem Votum von Feldmarschall Nie Rongzhen, dem Leiter der Kommission für Wehrtechnik, und Premierminister Zhou Enlai machte man sich unter der internen Bezeichnung „Projekt 651“ zunächst an die Entwicklung des Testsatelliten, der am 24. April 1970 als „Dong Fang Hong I“ gestartet wurde.
Parallel zum Projekt 651 arbeiteten Qian Xuesen, Zhao Jiuzhang, Chen Fangyun und Qian Ji (钱骥, 1917–1983) ab Anfang 1965 an der Chinesischen Akademie der Wissenschaften an einer Verfeinerung des Drei-Satelliten-Plans. Nach dem Eintritt der USA in den Vietnamkrieg 1964 und den gestiegenen Spannungen mit der Sowjetunion lag der Schwerpunkt bei der Landesverteidigung; man diskutierte Aufklärungssatelliten, geodätische Satelliten, Kommunikationssatelliten, Wettersatelliten und Frühwarnsatelliten. Qian Xuesen teilte die Satelliten in drei Kategorien ein:
- Zur Erde zurückkehrende fotografische Aufklärungs- und geodätische Satelliten mit einem Gewicht von 1–2 t
- Satelliten mit einem Gewicht von 100–150 kg als Funkbaken für Landvermessung und Navigation sowie für Kommunikation und Beobachtung von Kernwaffentests
- Satelliten mit einem Gewicht von etwa 400 kg für Wetterbeobachtung, Elektronische Aufklärung und Frühwarnung vor anfliegenden Raketen

Diese Diskussionen mündeten in ein Strategiepapier mit dem Titel „Vorschläge für ein Konzept zur Planung der Entwicklungsarbeit für die Satelliten unseres Landes“ (关于发展我国人造卫星工作规划方案建议), das im Juli 1965 bei der von Zhou Enlai geleiteten „Zentralen Kommission für Spezialprojekte“ (中央专门委员会) eingereicht wurde. Im Anhang des Dokuments befand sich eine Tabelle mit 20 Satelliten und Raumschiffen, die in den folgenden 10 Jahren gestartet werden sollten, darunter 6 Rückkehrsatelliten. Im August 1965 fand unter dem Vorsitz von Zhou Enlai die 13. Sitzung der Zentralen Kommission für Spezialprojekte statt, wo unter anderem dieses Papier diskutiert wurde. Qian Xuesen, der als nicht stimmberechtigter Gast an der Sitzung teilnahm, erläuterte in einem Referat die Notwendigkeit des Zusammenwirkens von Interkontinentalraketen, Satelliten und Bahnverfolgungsschiffen bei der Landesverteidigung. Am Ende der Sitzung wurde das Strategiepapier der Wissenschaftler im Prinzip gebilligt. Die Kommission betonte hierbei, dass der Schwerpunkt auf praktisch nutzbaren Satelliten liegen müsse, und der Schwerpunkt bei den nutzbaren Satelliten auf Fotografie-Satelliten.
Sie erteilte der Chinesischen Akademie der Wissenschaften den Auftrag, mit den Planungen für einen Rückkehrsatelliten zu beginnen.
Bei der Akademie der Wissenschaften wurden nun Zhao Jiuzhang und Qian Ji beauftragt, die genauen Anforderungen für Rückkehrsatelliten zu formulieren. Qian Ji und seine Mitarbeiter besuchten militärische und zivile Dienststellen im ganzen Land, um einen Überblick zu bekommen, was man sich dort von Rückkehrsatelliten erwartete. Ab März 1966 wurde bei der Akademie der Wissenschaften über einen Zeitraum von zwei Monaten eine Reihe von Konferenzen zum chinesischen Raumfahrtprogramm abgehalten, um die Entwicklungsarbeiten für die entsprechenden Technologien zu koordinieren. 120 Delegierte diskutierten die Pläne für verschiedene Satellitentypen. Auf Anordnung der Kommission für Wehrtechnik der Volksbefreiungsarmee wurden die Ergebnisse dieser Diskussionen auf einer Konferenz vom 11. – 25. Mai 1966 den zuständigen Dienststellen vorgestellt. Zhao Jiuzhang bot einen Gesamtüberblick, Qian Ji präsentierte die Pläne für den Rückkehrsatelliten.
Im Juni 1966 wurde am Ingenieurbüro für Satellitenbau der Chinesischen Akademie der Wissenschaften eine Arbeitsgruppe Rückkehrsatellit gebildet, deren Leitung Wang Xiji übertragen wurde. Trotz schwieriger Rahmenbedingungen – die Kulturrevolution war gerade ausgebrochen – begann Wang unverzüglich, die Entwicklung der einzelnen Teilsysteme an die entsprechenden Institute der Akademie zu delegieren.
Am 27. Oktober 1966 transportierte eine Mittelstreckenrakete vom Typ Dongfeng 2A einen 1,2 t schweren Atomsprengkopf mit einer Sprengkraft von 12 kT vom Kosmodrom Jiuquan über 800 km zum Kernwaffentestgelände Lop Nor, wo er genau am Ziel in der Atmosphäre detonierte. Damit hatte China deutlich sichtbar gezeigt, dass es über eine praktisch einsetzbare atomare Bewaffnung verfügte. Qian Xuesen, der den Start zusammen mit Nie Rongzhen auf dem Kosmodrom beobachtet hatte, war sich, wie alle Beteiligten, über die geopolitischen Konsequenzen des Tests völlig im Klaren und drängte dazu, das Tempo bei der Entwicklung des rückkehrfähigen Fernaufklärungssatelliten zu beschleunigen.
Anfang 1967 schlug Nie Rongzhen dem Staatsrat der Volksrepublik China in einer schriftlichen Eingabe vor, eine Akademie für Weltraumtechnologie zu schaffen, um die auf verschiedene Einrichtungen verteilten wissenschaftlich-technischen Kräfte zu bündeln. Im Juni 1967 billigte der Ständige Ausschuss der Zentralen Militärkommission in seiner 77. Sitzung Feldmarschall Nies Vorschlag, aber es dauerte dann noch bis zum 20. Februar 1968, bis die Chinesische Akademie für Weltraumtechnologie offiziell gegründet wurde. Auf einer Arbeitstagung am 11. September 1967 bestätigte das 1965 nach Peking verlegte 8. Ingenieurbüro des Siebten Ministeriums für Maschinenbauindustrie unter der Leitung von Wang Xiji in einem Zwischenbericht die prinzipielle Machbarkeit des Rückkehrsatelliten. Im März 1968 hatte das Institut für Mechanik der Chinesischen Akademie der Wissenschaften die Flugbahn des Satelliten berechnet, die Anforderungen für die Bremsrakete definiert sowie ausführliche Studien zur Aerodynamik der Rückkehrkapsel und der thermischen Belastung des Hitzeschildes durchgeführt. Während die Akademie für Feststoffraketentriebwerkstechnik mit der Entwicklung der Bremsrakete begann, arbeitete das Institut für Optik und Feinmechanik der Chinesischen Akademie der Wissenschaften in Changchun unter der Leitung von Wang Daheng (王大珩, 1915–2011) an der Kamera, und das Institut für Automatisierung der Chinesischen Akademie der Wissenschaften an der Lageregelung des Rückkehrsatelliten. Hierbei wurden Sonnen- und Infrarot-Erdsensoren verwendet, eine inertiale Messeinheit und Kaltgastriebwerke, um den Satelliten auf die zu fotografierenden Ziele auszurichten und in die korrekte Position für das Bremsmanöver zum Wiedereintritt zu bringen.
Das 8. Ingenieurbüro, nun „Institut 508“ genannt, befasste sich mit dem Landesystem des Rückkehrsatelliten, d. h. der Fallschirmauslösung etc., ein Gebiet, auf dem Wang Xjiji und seine Mitarbeiter schon bei der Arbeit an den Höhenforschungsraketen vom Typ T-7 Erfahrung gesammelt hatten.
Trotz Kulturrevolution und dem Selbstmord Zhao Jiuzhangs am 26. Oktober 1968 gingen die Arbeiten zunächst gut voran. Am 5. Juni 1970, anderthalb Monate nach dem erfolgreichen Start von Dong Fang Hong I, erstattete Qian Xuesen vor der Zentralen Kommission für Spezialprojekte einen Zwischenbericht über den Entwicklungsstand und noch zu lösende Probleme. Die Kommission nahm daraufhin sowohl den Rückkehrsatelliten selbst als auch die hierfür nötige, stärkere Trägerrakete Langer Marsch 2 in die Liste der nationalen Schwerpunktprojekte (国家重点建设项目) auf und genehmigte eine diesbezügliche Produktionsschlacht (大会战) im Raum Peking-Tianjin. Eine Woche später, am 12. Juni 1970, ernannte die Zentrale Militärkommission Qian Xuesen zum stellvertretenden Vorsitzenden der Kommission für Wehrtechnik der Volksbefreiungsarmee. Dies versetzte ihn in die Lage, das Projekt des Rückkehrsatelliten verstärkt voranzutreiben. Hierbei legte Qian besonderes Augenmerk auf die Bahnverfolgung sowie die Landung und Bergung der Kapsel, wofür die Einheit 436 der Volksbefreiungsarmee in Shaanxi zuständig war, das heutige Satellitenkontrollzentrum Xi’an.

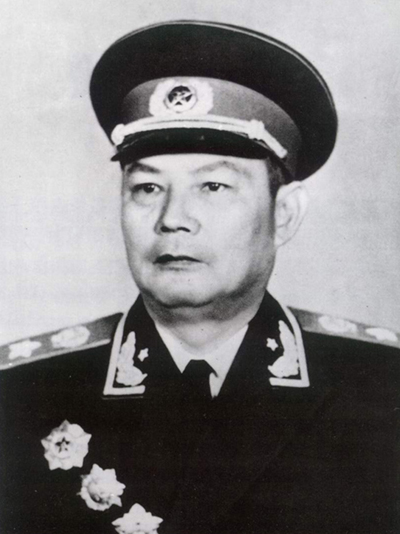
Ye Jianying

Zwei Jahre später stieß man bei der Entwicklung auf ernsthafte Probleme. Am 24. und 25. August 1972 ließ sich Feldmarschall Ye Jianying, stellvertretender Vorsitzender der Zentralen Militärkommission, zwei Tage lang von Qian Xuesen Bericht erstatten. Am 13. September 1972 besuchten Zhou Enlai, Feldmarschall Zhu De, der Vorsitzende des Ständigen Ausschusses des Nationalen Volkskongresses, Ye Jianying und Li Xiannian vom Zentralkomitee der Kommunistischen Partei Chinas die Fabrik 211, wo die Endmontage von Trägerrakete und Satellit stattfand, um sich über den Fortgang der Arbeiten zu unterrichten. Trotz Unterstützung durch die oberste Führungsebene nahmen jedoch die Störungen durch Revolutionäre Rebellen zu, und so dauerte es bis Juni 1974, bis der erste Rückkehrsatellit fertiggestellt, getestet und zur Auslieferung bereit war. Am 8. September 1974 wurde er zum Kosmodrom Jiuquan gebracht, am 5. November 1974 erfolgte der Start. Da sich bei der Rakete jedoch ein Kabel am Kreiselinstrument des Trägheitsnavigationssystems gelöst hatte, wurde ihre Fluglage 20 Sekunden nach dem Start instabil und sie zerstörte sich selbst.
Gleich nach dem Fehlstart rief Ye Jianying auf dem Kosmodrom an und forderte die Wissenschaftler auf, sich nicht entmutigen zu lassen und das Rückkehrsatelliten-Projekt unbedingt zum Erfolg zu führen. Die Rakete wurde modifiziert und in „Langer Marsch 2C“ umbenannt. Im März 1975 wurde General Zhang Aiping, der ursprünglich als stellvertretender Vorsitzender der Kommission für Wehrtechnik der Volksbefreiungsarmee für die Kernwaffenentwicklung zuständig gewesen, aber 1970 aller seiner Ämter enthoben worden war, rehabilitiert und übernahm die Leitung der Kommission für Wehrtechnik. General Zhang legte großen Wert auf Qualitätskontrolle, und es wurde nicht nur die Rakete, sondern auch der Satellit überprüft und überarbeitet. Zwischen Mai und August 1975 fanden intensive Tests an dem für den zweiten Startversuch vorgesehenen Satelliten statt.
Am 26. November 1975 um 11:29 Uhr Ortszeit, sechs Tage vor einem Treffen Mao Zedongs mit US-Präsident Gerald Ford, hob eine Changzheng 2C erfolgreich vom Kosmodrom Jiuquan ab und platzierte den 2,5 t schweren Satelliten in einer um 63° zum Äquator geneigten Umlaufbahn von 183 × 483 km. Drei Tage später leitete die Bodenstation Weinan unter der Aufsicht von Qian Xuesen die Landung ein. Statt wie geplant in Sichuan landete die Kapsel in der Nachbarprovinz Guizhou. Das Innere des Satelliten war jedoch unbeschädigt.
Der Film konnte geborgen werden, die Aufnahmen wurden später Mao Zedong vorgeführt. Ab diesem erfolgreichen Test gab es für die Rückkehrsatelliten zwei Bezeichnungen: für die Außendarstellung wurden sie nach ihrer Funktion „Fanhui Shi Weixing“ genannt, also „Rückkehrsatellit“, während die interne Bezeichnung „Jianbing“ (尖兵) lautete, also „Bahnbrecher“. Der Name „Jianbing“ wurde später auch als interne Bezeichnung für die Fernerkundungssatelliten vom Typ Yaogan Weixing verwendet, die ihre Bilder per Funk an die Erde senden.

## Typen

### FSW-0

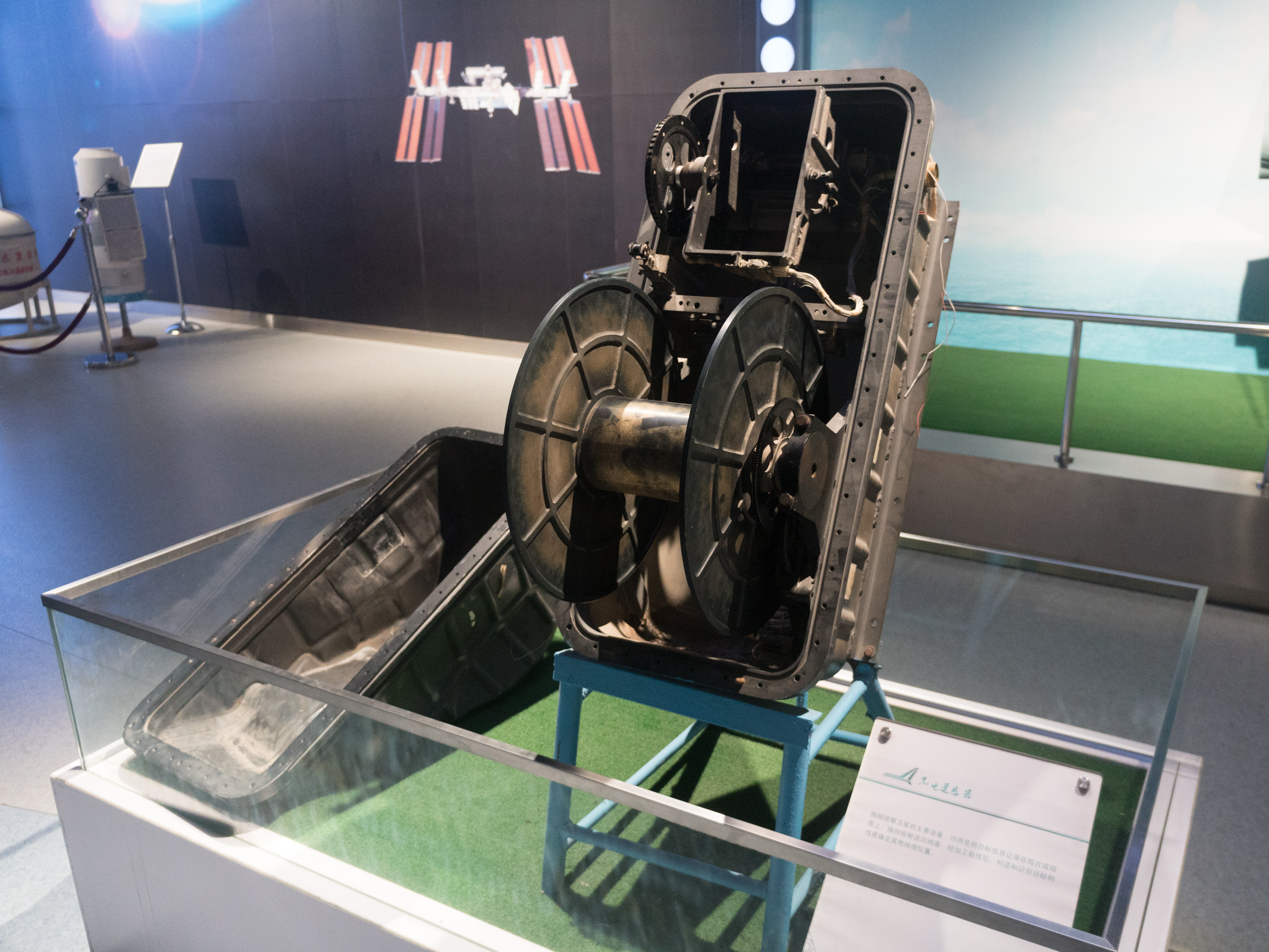
Behälter für den belichteten Film

Die 1975–1987 eingesetzte Urform der Rückkehrsatelliten hatte inklusive Nutzlast (Optik, Kamera etc.) ein Startgewicht von 2,5 t. Die Satelliten hatten eine konische Form mit einem Durchmesser von 2,2 m an der Basis und einer Gesamtlänge von 3,14 m. Die Rückkehrkapsel war 1,5 m lang, das Servicemodul mit einem Feststoffraketentriebwerk für das Bremsmanöver zum Wiedereintritt 1,6 m. Die Satelliten flogen in einer zwischen 57° und 70° zum Äquator geneigten Umlaufbahn von etwa 200 × 400 km, sie waren mit Reaktionsrädern dreiachsenstabilisiert. Der letzte Satellit dieses Typs, FSW-0 9, führte 1987 zusätzlich zu der Filmkamera eine wissenschaftliche Nutzlast mit, mit der in annähernder Schwerelosigkeit (10−4 bis 10−5 g) neben biologischen Experimenten auch materialwissenschaftliche Versuche zur Herstellung von Halbleitern, metallischen Legierungen und metastabilen Materialien, Verbundwerkstoffen und funktionalen Einkristallen durchgeführt wurden.
Zum Vergleich: in dem Laborschrank für Mikrogravitation auf der Chinesischen Raumstation können seit 2021 Experimente bei 10−7 g durchgeführt werden.

### FSW-1

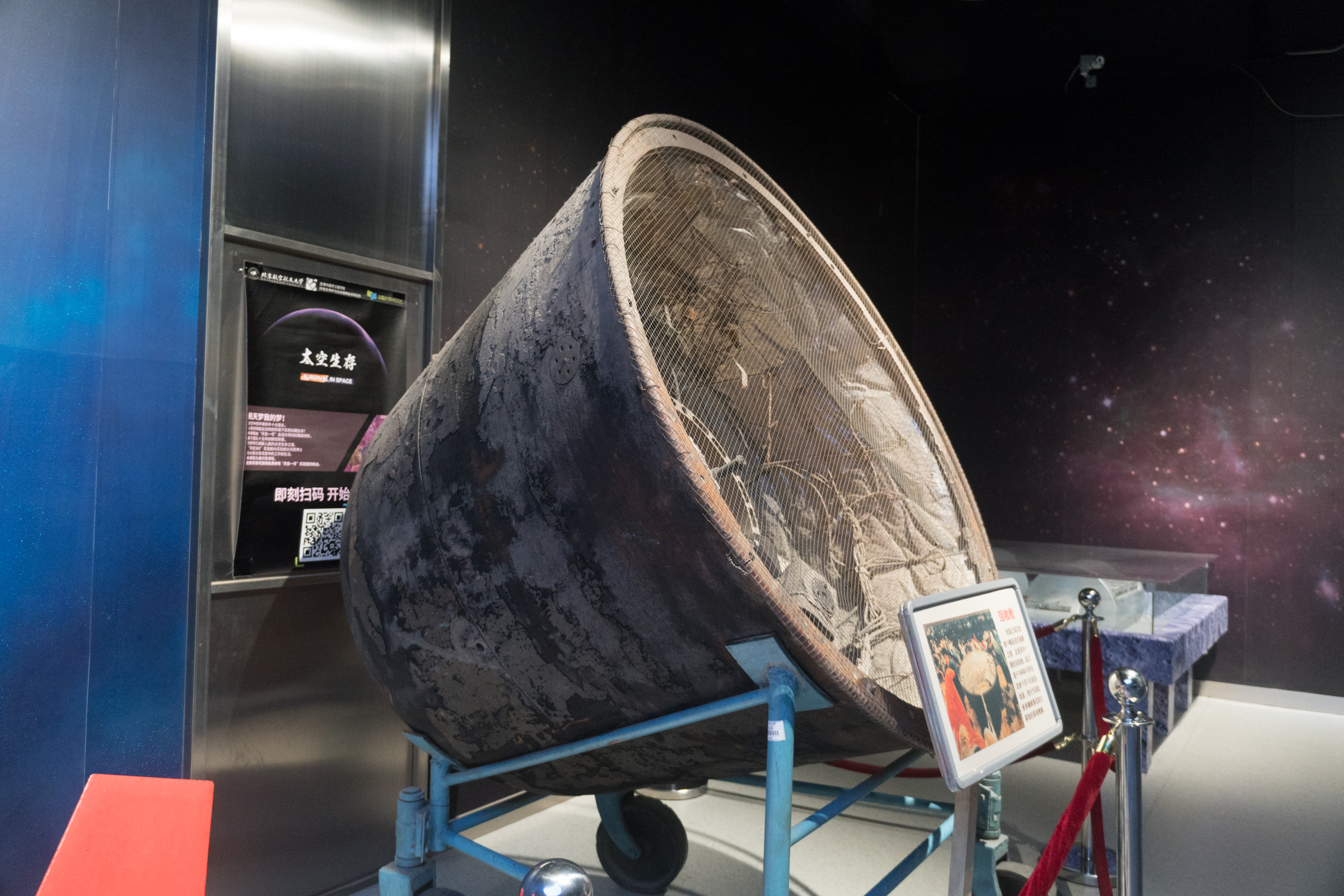
FSW-1 3

Das von 1987 bis 1993 eingesetzte Nachfolgemodell hatte dieselben Außenmaße wie FSW-0, aber nur ein Startgewicht von 2,1 t. Zusätzlich zur Filmkamera mit der für die damaligen Verhältnisse hohen Auflösung von 10–15 m besaß der Satellit eine CCD-Kamera mit einer Auflösung von 50 m, die in annähernder Echtzeit Funkbilder zur Erde übertrug. Dies ermöglichte es den Technikern im Satellitenkontrollzentrum Xi’an – die Einheit wurde 1987 von Weinan in die Provinzhauptstadt verlegt – die für das Militär interessanten Ziele auszuwählen oder die Kamera bei bewölktem Himmel abzuschalten. So konnte der mitgeführte Film besser ausgenutzt werden.
Mit FSW-1 3 starteten am 5. Oktober 1990 die ersten beiden chinesischen Weltraummäuse ins All und kehrten nach achttägigem Flug am 13. Oktober 1990 wohlbehalten nach China zurück.
Der letzte Satellit dieses Typs, FSW-1 5, führte wieder eine wissenschaftliche Nutzlast für Mikrogravitationsexperimente mit.
Nach dem Start am 8. Oktober 1993 arbeitete der Satellit acht Tage lang einwandfrei. Als am 16. Oktober 1993 jedoch das Bremstriebwerk gezündet wurde, richtete das Lageregelungssystem den Satelliten um 90° verdreht aus, was dazu führte, dass er nicht zur Erde zurückkehrte, sondern in einen höheren Orbit von 179 × 3031 km getragen wurde. Erst am 12. März 1996 stürzte der Satellit durch die natürliche Bremswirkung der Exosphäre auf die Erde und wurde dabei zerstört.

### FSW-2
Der von 1992 bis 1996 eingesetzte FSW-2, intern als „Jianbing 1B“ bezeichnet, war mit einem Startgewicht zwischen 2,5 t und 3,1 t schwerer als die Vorgängermodelle und wurde mit Trägerraketen vom Typ Langer Marsch 2D gestartet, keine Variante der Changzheng 2, sondern eine zweistufige Ableitung der bei der Shanghaier Akademie für Raumfahrttechnologie hergestellten Changzheng 4A. Dieser Typ besaß hinter dem ursprünglichen Servicemodul noch ein weiteres zylindrisches Modul von 2,2 m Durchmesser und 1,5 m Länge, was die Gesamtlänge des Satelliten auf 4,6 m brachte. Er konnte mit 18 Tagen länger im All bleiben als die Vorgängermodelle (in der Praxis kehrten alle drei gestarteten Satelliten dieses Typs nach 15 Tagen zurück). Dieser Typ besaß mit monergolem Flüssigtreibstoff arbeitende Triebwerke, mit denen er bis zu einem gewissen Grad im Orbit manövrieren konnte. Auch dieser Satellit besaß zwei Kameras, eine Filmkamera und eine CCD-Kamera, und konnte außerdem mehr Film mitführen als die Vorgängermodelle.

### FSW-3
Dieser von 2003 bis 2005 eingesetzte Typ wurde ebenfalls mit Trägerraketen von Typ Changzheng 2D gestartet. Er besaß ein Startgewicht von 2,8–3,1 t und war bei einem Durchmesser von 2,2 m gut 5,1 m lang. Die maximale Zeit im Orbit betrug 24 Tage.

### FSW-4
Von diesem Typ, der im Wesentlichen mit FSW-3 baugleich war, flogen nur zwei Exemplare. Während alle anderen Typen der FSW-Serie ohne Nutzlastverkleidung gestartet wurden – die Satelliten waren aerodynamisch geformt und besaßen Batterien statt Solarmodule – wurde für FSW-4 1 und FSW-4 2 eine Trägerrakete vom Typ Langer Marsch 2C/SD verwendet, die eine für den Start der Iridium-Satelliten von Motorola entwickelte, 8,4 m lange Nutzlastverkleidung besaß. Die beiden Satelliten starteten 2004 und 2005, sie wurden parallel zu FSW-3 eingesetzt. Ihre maximale Missionsdauer betrug 27 Tage.

## Startliste
| Lfd. Nr. | Start (UTC)   | Träger- rakete | zivile Bezeichnung | militärische Bezeichnung | COSPAR- Bezeichnung | Orbit        | Rückkehr (UTC) | Zeit im Orbit |
| -------- | ------------- | -------------- | ------------------ | ------------------------ | ------------------- | ------------ | -------------- | ------------- |
| 1        | 5. Nov. 1974  | CZ-2           | FSW-0              | –                        | 1974-F07            | Fehlstart    | –              | –             |
| 2        | 26. Nov. 1975 | CZ-2C          | FSW-0 1            | JB-1 1                   | 1975-111A           | 183 × 483 km | 29. Nov. 1975  | 3 Tage        |
| 3        | 7. Dez. 1976  | CZ-2C          | FSW-0 2            | JB-1 2                   | 1976-117A           | 172 × 489 km | 9. Dez. 1976   | 2 Tage        |
| 4        | 26. Jan. 1978 | CZ-2C          | FSW-0 3            | JB-1 3                   | 1978-011A           | 186 × 507 km | 30. Jan. 1978  | 4 Tage        |
| 5        | 9. Sep. 1982  | CZ-2C          | FSW-0 4            | JB-1 4                   | 1982-090A           | 172 × 392 km | 14. Sep. 1982  | 5 Tage        |
| 6        | 19. Aug. 1983 | CZ-2C          | FSW-0 5            | JB-1 5                   | 1983-086A           | 170 × 493 km | 24. Aug. 1983  | 5 Tage        |
| 7        | 12. Sep. 1984 | CZ-2C          | FSW-0 6            | JB-1 6                   | 1984-098A           | 172 × 398 km | 17. Sep. 1984  | 5 Tage        |
| 8        | 21. Okt. 1985 | CZ-2C          | FSW-0 7            | JB-1 7                   | 1985-096A           | 171 × 393 km | 26. Okt. 1985  | 5 Tage        |
| 9        | 6. Okt. 1986  | CZ-2C          | FSW-0 8            | JB-1 8                   | 1986-076A           | 169 × 337 km | 11. Okt. 1986  | 5 Tage        |
| 10       | 5. Aug. 1987  | CZ-2C          | FSW-0 9            | JB-1 9                   | 1987-067A           | 169 × 366 km | 10. Aug. 1987  | 5 Tage        |
| 11       | 9. Sep. 1987  | CZ-2C          | FSW-1 1            | JB-1A 1                  | 1987-075A           | 181 × 222 km | 17. Sep. 1987  | 8 Tage        |
| 12       | 5. Aug. 1988  | CZ-2C          | FSW-1 2            | JB-1A 2                  | 1988-067A           | 204 × 311 km | 13. Aug. 1988  | 8 Tage        |
| 13       | 5. Okt. 1990  | CZ-2C          | FSW-1 3            | JB-1A 3                  | 1990-089A           | 208 × 312 km | 13. Okt. 1990  | 8 Tage        |
| 14       | 9. Aug. 1992  | CZ-2D          | FSW-2 1            | JB-1B 1                  | 1992-051A           | 171 × 332 km | 24. Aug. 1992  | 15 Tage       |
| 15       | 6. Okt. 1992  | CZ-2C          | FSW-1 4            | JB-1A 4                  | 1992-064B           | 213 × 309 km | 12. Okt. 1986  | 6 Tage        |
| 16       | 8. Okt. 1993  | CZ-2C          | FSW-1 5            | JB-1A 5                  | 1993-063A           | 209 × 300 km | 12. März 1996  | siehe oben    |
| 17       | 3. Juli 1994  | CZ-2D          | FSW-2 2            | JB-1B 2                  | 1994-037A           | 207 × 350 km | 18. Juli 1994  | 15 Tage       |
| 18       | 20. Okt. 1996 | CZ-2D          | FSW-2 3            | JB-1B 3                  | 1996-059A           | 121 × 133 km | 4. Nov. 1996   | 15 Tage       |
| 19       | 3. Nov. 2003  | CZ-2D          | FSW-3 1            | JB-2 1                   | 2003-051A           | 141 × 165 km | 27. Nov. 2003  | 24 Tage       |
| 20       | 29. Aug. 2004 | CZ-2C/SD       | FSW-4 1            | JB-4 1                   | 2004-033A           | 168 × 547 km | 24. Sep. 2004  | 26 Tage       |
| 21       | 27. Sep. 2004 | CZ-2D          | FSW-3 2            | JB-2 2                   | 2004-039A           | 205 × 297 km | 15. Okt. 2004  | 18 Tage       |
| 22       | 2. Aug. 2005  | CZ-2C/SD       | FSW-4 2            | JB-4 2                   | 2005-027A           | 166 × 552 km | 29. Aug. 2005  | 27 Tage       |
| 23       | 29. Aug. 2005 | CZ-2D          | FSW-3 3            | JB-2 3                   | 2005-033A           | 178 × 224 km | 16. Sep. 2005  | 18 Tage       |

## Weitere Entwicklung
Qian Xuesen hatte den Rückkehrsatelliten von vornherein als Vorstufe für ein bemanntes Raumschiff gesehen, wofür ebenfalls ein Lande- und Bergungssystem nötig war.
Bereits 1967 hatte eine Arbeitsgruppe unter der Leitung von Wang Xiji ein Konzept für ein Einpersonen-Raumschiff mit dem Namen „Shuguang“ bzw. „Morgenröte“ ausgearbeitet, das auf dem Rückkehrsatelliten beruhte und im Prinzip durchaus zu realisieren gewesen wäre. Zur Einordnung: John Glenn war 1962 mit einer Mercury-Kapsel ins All geflogen. Qian Xuesen wollte jedoch ein größeres Raumschiff, was zu dem am 14. Juli 1970 genehmigten Shuguang-Projekt (eine Art Gemini-Raumschiff) führte, das am 13. Mai 1972 wegen Aussichtslosigkeit eingestellt wurde. Erst am 19. November 1999 gelang mit Shenzhou 1 der Flug eines chinesischen Raumschiffs, das sich allerdings nicht an den Rückkehrsatelliten, sondern am sowjetisch-russischen Sojus-Raumschiff mit seinem Orbitalmodul und einer glockenförmigen Landekapsel orientierte.
Mit dem Bemannten Raumschiff der neuen Generation, das am 5. Mai 2020 zu seinem ersten unbemannten Testflug startete, kehrte man jedoch wieder zu einem Konzept mit nur einer Landekapsel und einem Servicemodul zurück. Das Raumschiff der neuen Generation besitzt äußerlich eine frappierende Ähnlichkeit mit Wang Xijis allererstem Entwurf, wenngleich die Technik natürlich um ein halbes Jahrhundert fortschrittlicher ist und zum Beispiel die Lebenserhaltungs- und Kommunikationssysteme aus dem Servicemodul in den Unterboden der wiederverwendbaren Landekapsel verlegt wurden.
Das Raumschiff der neuen Generation kann auch als Transportraumschiff konfiguriert werden und in dieser Variante bis zu 2,5 t Rückfracht von der Chinesischen Raumstation zur Erde zurückbringen. Um in dieser Hinsicht über mehrere Optionen zu verfügen, startete das Büro für bemannte Raumfahrt am 5. Januar 2021 eine öffentliche Ausschreibung für Transportdienste, bei der unter anderem Anbieter für Lieferungen von 100–300 kg von der Raumstation zur Erde gesucht wurden. Einer der Bewerber, die Pekinger InterSpace Explore GmbH (北京星际开发科技有限公司), bot einen Rückkehrsatelliten namens Zengzhang-1 (增长一号) an, der die Form der alten Jianbing-Satelliten aufgriff. Das Demonstrationsmodell war jedoch mit 350 kg Startgewicht und 100 kg Rückfracht wesentlich kleiner.
Mit einem Verhältnis von Nutzlast zu Startgewicht von 1:3 war Zengzhang-1 deutlich effizienter als die letzten militärischen Rückkehrsatelliten von 2005, wo dieses Verhältnis bei 750 kg zu 3100 kg bzw. 1:4 lag.